# Microsoft SharePoint
O Microsoft SharePoint é uma plataforma de aplicações Web da Microsoft, com utilização na criação de portais e intranets empresariais, gestão de conteúdos, gestão documental e criação de portais colaborativos, e publicação de aplicações web. Lançado em 2001, a plataforma SharePoint é geralmente associada à gestão de conteúdos e gestão documental, mas é de facto uma plataforma muito mais ampla para tecnologias web, podendo ser configurado para abranger muitas outras àreas de serviços e aplicações web.  
O SharePoint foi concebido como uma plataforma abrangente, capaz de oferecer o suporte central comum às necessidades web empresariais, nomeadamente em áreas como a gestão e disponibilização de portais intranet e extranet, websites, gestão documental e de ficheiros, espaços colaborativos, ferramentas sociais, pesquisa empresarial, Business Intelligence, integração de processos e sistemas, automatização de "workflow", e constitui uma plataforma para suporte e integração de soluções aplicacionais de terceiros e desenvolvidas à medida. Nestas múltiplas áreas a plataforma inclui tanto a vertente de servidor, e as respectivas ferramentas de administração (por exemplo de páginas HTML, conteúdos, documentos e ficheiros, listas, agendas, etc) como os serviços para integração de aplicações externas, geralmente desenvolvidas com base num IDE como o Visual Studio. 
Outra caracteristica da plataforma SharePoint é a sua capacidade para suportar múltiplas organizações e declinações ("múltiplos idiomas" e definição de "utilizador alvo" para virtualmente cada item, servindo por exemplo para o suporte de vários "modelos de negócio", grupos funcionais ou variantes regionais numa mesma implementação) numa única instalação ou "server farm".  A Microsoft disponibiliza a SharePoint Foundation (a plataforma base e ferramentas para desenvolvimento) gratuitamente, mas vende a edição premium com funcionalidades adicionais, além de fornecer os serviços SharePoint integrados na sua plataforma de Cloud Computing como parte da plataforma Office 365 (e anteriormente como parte da sua Business Productivity Online Standard Suite - BPOS), podendo ainda o serviço ser oferecido através de terceiros num modelo de "cloud computing" ou "software as a service (SaaS). 
No final de 2008, o Gartner Group colocava a plataforma SharePoint no quadrante dos "leaders" em três dos seus Magic Quadrants (nomeadamente nos de "search", "portals", e "enterprise content management"). O SharePoint era usado nesta data por 78% das companhias Fortune 500. Entre 2006 e 2011, a Microsoft vendeu mais de 36.5 milhões de licenças de utilizador.  

## SharePoint 2010
Com o SharePoint 2010, é possível criar soluções personalizadas para suprir necessidades específicas, fazendo com que a colaboração da sua equipe seja possível de forma fluente e intuitiva. Por exemplo uma ou mais pessoas podem editar um arquivo, que foi distribuído por um link para esse documento no SharePoint.
Também é possível a criação de sites personalizados para cada equipe da empresa, com níveis de restrição de acesso manipuláveis, fazendo com que seja mais fácil encontrar uma informação quando necessário. Alguns recursos também foram aprimorados, como o gerenciamento de múltiplos arquivos, sendo possível por exemplo, dar o checkout em todos os arquivos ao mesmo tempo.
É possível visualizar o SharePoint através do seu celular, em uma interface leve e com navegação às bibliotecas de documentos, listas, wikis, blogs, etc. O envio de SMS a cada mudança em arquivos ou em uma lista, é uma das novas funcionalidades do SharePoint 2010.
Os usuários podem ter uma experiência de rede social, via SharePoint. Com a utilização de feeds, os usuários podem seguir as atividades de um colega e manterem-se informados sobre o desenvolvimento das áreas de interesse. Também há a recomendação de novos colegas para a sua página.
O SharePoint 2010 oferece aos usuários uma experiência bastante semelhante ao Microsoft Office. Além disso, é possível consolidar no SharePoint itens como Intranet, Extranet e Sites da Internet da sua empresa, seja na infraestrutura local ou na nuvem.
É possível a visualização do conteúdo que esteja no SharePoint 2010, de modo offline. O conteúdo é automaticamente sincronizado quando o usuário se conectar a rede, ajudando em situações aonde a Internet não está disponível no momento.
O Microsoft SharePoint 2010, oferece templates de aplicações prontas para o uso, assim como uma plataforma para a criação de soluções personalizadas para a sua empresa.

## Quais são as diferenças no desenvolvimento do SharePoint 2010 em relação ao SharePoint 2007?
A versão 2007 do SharePoint é estável e funcional, mas é bastante tortuosa para o desenvolvimento.
Terceiros construíram um plug-in para o Visual Studio para a construção de aplicações SharePoint de maneira mais fácil, mas não possui amplo suporte. Não funciona corretamente com controladores de versão de código, difícil trabalho em equipe, difícil empacotamento de soluções.

## Quais são as diferenças na infraestrutura do SharePoint 2010?
SharePoint 2010 funciona apenas sobre uma arquitetura x64. SharePoint é um serviço e deve ser instalado no Windows Server 2008, mas pode ser instalado no Windows 7 apenas para desenvolvimento.
A versão 2010 não possui o antigo Shared Services Provider (recurso não existente no WSS). Em substituição, possui uma arquitetura de serviços manipuláveis de maneira mais simples, escritos em WCF.
PowerShell
O PowerShell pode ser instalado no SharePoint 2007 e é prerrequisito para o SharePoint 2010. Com o PowerShell é possível criar comandos muito mais poderosos do que os que existiam na linha de comando STSADM (SharePoint Team Services Administration).
Quais são as diferenças no layout do SharePoint 2010?
Sua interface ficou mais rica (RIA - Rich Interface Application). Incorporou o jQuery com Ajax além de utilizar Ribbons e LightBoxes. Isto significa que o SharePoint não apresenta tantas atualizações de tela, que causavam vários problemas na versão anterior.
Ele possui uma nova estrutura de Tema (Theme, no WSS, é uma folha de estilos com outras estruturas empacotadas) modificada. É possível criar um novo Theme do SharePoint 2010 a partir de aplicações Office. Isto facilita a adoção do produto e por um baixo custo de desenvolvimento

## Webparts
As webparts são programas escritos em uma das linguagens de programação que seguem a Common Language Specification (CLS). Geralmente, para criar uma Webpart é necessário usar um ambiente de desenvolvimento integrado (IDE) como o Visual Studio, que é o mais adequado.
As aplicações Webparts são DLLs integradas ao Virtual Server para poderem ser utilizadas nos sites WSS. As Webparts utilizam-se de listas como banco de dados, pois já é um objeto nativo do Sharepoint. Isso possibilita melhor mobilidade e facilidade de uso nas aplicações.
Tudo que é visível pelo Sharepoint é um objeto programável. Aplicações e controles Sharepoint são criados com toke esses objetos possibilitando assim,
a criação de qualquer coisa dentro do mesmo.